# Escuela Nacional Sindical

## Escuela Nacional Sindical
La Escuela Nacional Sindical es una ONG colombiana que se encarga de estudiar el mundo del trabajo y de asesorar organizaciones de trabajadores y a trabajadores particulares para la defensa de sus derechos laborales. Fue fundada en Medellín, Colombia por un grupo de personas que vio la necesidad de conformar una entidad que formara a los trabajadores colombianos en la defensa de todos sus derechos y para promover un buen sindicalismo, entre sus fundadores estaba José Obdulio Gaviria, hoy senador por el partido Centro Democrático.

## Así se define la Escuela Nacional Sindical
La ENS es una organización de la sociedad civil, no gubernamental, establecida legalmente como corporación sin ánimo de lucro. Es una entidad de investigación, educación, promoción y asesoría que contribuye a que trabajadoras y trabajadores, organizados colectivamente y como líderes individuales, se asuman como ciudadanos y ciudadanas y como actores sociales protagónicos en los procesos democráticos del país. Por tanto su naturaleza es la de un organismo especializado en la reflexión y acción sobre los problemas del mundo del trabajo, en general, y de las organizaciones de los trabajadores y las trabajadoras y del sindicalismo, en particular. Por otra parte, la ENS se esfuerza en hacer comprender los procesos contemporáneos de transformación y complejización del mundo del trabajo y de los colectivos de trabajadores, adaptando su acción a estas nuevas realidades.

## Trabajo de la Escuela Nacional Sindical
Cada año, la Escuela Nacional Sindical produce un informe sobre las condiciones del Trabajo Decente en Colombia, en él analiza las principales temáticas sobre el sector del empleo y del sindicalismo en el país. En el 2015 la cifra más destacada del informe, era que 13 millones de colombianos no tenían empleos de calidad